# Cooperation Jackson
Cooperation Jackson és una xarxa de cooperatives de producció de la ciutat estatunidenca de Jackson. Té com a objectiu desenvolupar una sèrie d'institucions democràtiques independents però connectades per a empoderar els treballadors i la població de Jackson, especialment per atendre les necessitats dels residents pobres, en situació d'atur, negres i d'origen llatinoamericà. El desenvolupament de Cooperation Jackson s'ha inspirat en el grup basc Mondragón Corporación Cooperativa, i en moviments cooperatius històrics tal com es descriuen en l'obra de W.E.B. Du Bois i en el llibre Collective courage de Jessica Gordon Nembhard.
Existeixen diverses cooperatives com a part de la xarxa Cooperation Jackson, com a ara l'empresa de jardineria The Green Team, la cooperativa de producció agrària ecològica Freedom Farms, la impremta The Center for Community Production, i un viver d'empreses anomenat Balagoon Center.

## Història
Cooperation Jackson es va fundar el 2014 i promulga la visió d'una ciutat radicalment democràtica de cooperatives interconnectades i institucions de suport. Encara que Jackson ja era la seu de la Mississippi Association of Cooperatives, abans de Cooperation Jackson no hi havia gaires empreses cooperatives existents. Kali Akuno, cofundadora i codirectora de Cooperation Jackson, descriu l'objectiu d'implantar l'enfocament de l'economia cooperativa a un context urbà nord-americà, a diferència del context rural més comú actualment de les cooperatives agrícoles i de serveis públics. L'organització ha intentat treballar dins i fora de l'administració municipal.
Akuno ha descrit la xarxa com una part clau de la promulgació del Pla Jackson-Kush. El pla, que va ser desenvolupat pel Malcolm X Grassroots Movement, implica construir una base sòlida de riquesa comunitària, estabilitat, equitat racial i democràcia econòmica a Jackson a partir de tres eixos: la construcció d'una economia solidària de base àmplia, la construcció d'assemblees populars i la construcció d'un partit polític negre independent.
Els membres de Cooperation Jackson consideren que una economia solidària arrelada en principis democràtics és un requisit bàsic per a desenvolupar la capacitat i la visió de la comunitat per a fer un canvi significatiu. El Pla Jackson-Kush descriu el paper d'aquesta economia com una «estratègia i praxi de transició per a construir el socialisme del segle XXI i avançar en l'abolició del capitalisme i la pobresa i les relacions socials opressives que fomenta». La democràcia directa de les assemblees populars i l'estratègia electoral del govern local estan dissenyades per a beneficiar-se i beneficiar un sistema de cooperació sòlid.
Cooperation Jackson s'ha centrat durant molt de temps a facilitar projectes d'ajuda mútua. Això ha inclòs la creació i la distribució d'equips de protecció individual i la prestació d'una línia directa de suport als desnonaments arran de la pandèmia de la COVID-19. Els seus membres també han creat horts comunitaris i coberts de compostatge en espais buits amb l'objectiu de proporcionar aliments orgànics per a cobrir les necessitats de calories de 20.000 veïnes de Jackson.
El 2021, Cooperation Jackson va començar a treballar amb el Grassroots Center de Vermont per a desenvolupar un fideïcomís de terra en aquest estat en cooperació amb la població indígena local i per atendre les necessitats alimentàries amb l'agricultura regenerativa. El projecte també pretén servir com a refugi segur per als potencials refugiats climàtics que hagin d'escapar de les condicions inhòspites de Mississipi.